# Kostel svatého Martina (Údrnice)
Římskokatolický filiální kostel svatého Martina v Údrnicích je gotická sakrální stavba stojící na návsi uprostřed hřbitova. Od roku 1964 je kostel chráněn jako kulturní památka.

## Historie
Kostel je gotickou stavbu ze šedesátých let 14. století. Je písemně poprvé doložený v roce 1369. Jedná se patrně o pozdější dílo hutě kostela ve Starých Hradech. Opraven byl v roce 1592. Střecha pochází ze 17. století.

## Architektura
Kostel je jednolodní, obdélný. Má pětiboce uzavřený presbytář s obdélnou sakristií po jižní straně. Kostel má předsíň. Loď i presbytář jsou zevně opatřeny opěráky. Okna kostela jsou hrotitá.
Presbytář je sklenut jedním polem křížové klenby a v závěru je sklenut paprsčitě. Žebra klenby spočívají na jehlancových konzolách a jsou zdobena střídavě tordováním (kroucením). Z presbytáře do sakristie vede gotický hrotitý profilovaný portál. Triumfální oblouk je půlkruhový. Loď je sklenuta dvěma poli křížové klenby se žebry hruškového profilu. Na svornících jsou štítky. Sakristie a předsíň jsou sklenuty plackou.

## Zařízení
Zařízení kostela je pseudogotické ze druhé poloviny 19. století od A. Suchardy. Obraz na hlavním oltáři pochází od J. Vysekala mladšího. Cínová křtitelnice s původním víkem pochází z roku 1595. Její plášť je zdoben groteskou a deseti plaketami podle Petera Flötnera.

## Okolí kostela
Poblíž něho je hranolová dřevěná zvonice. Nedaleko stojící kamenný krucifix pochází z roku 1780. Na jeho soklu jsou reliéfy.

## Galerie

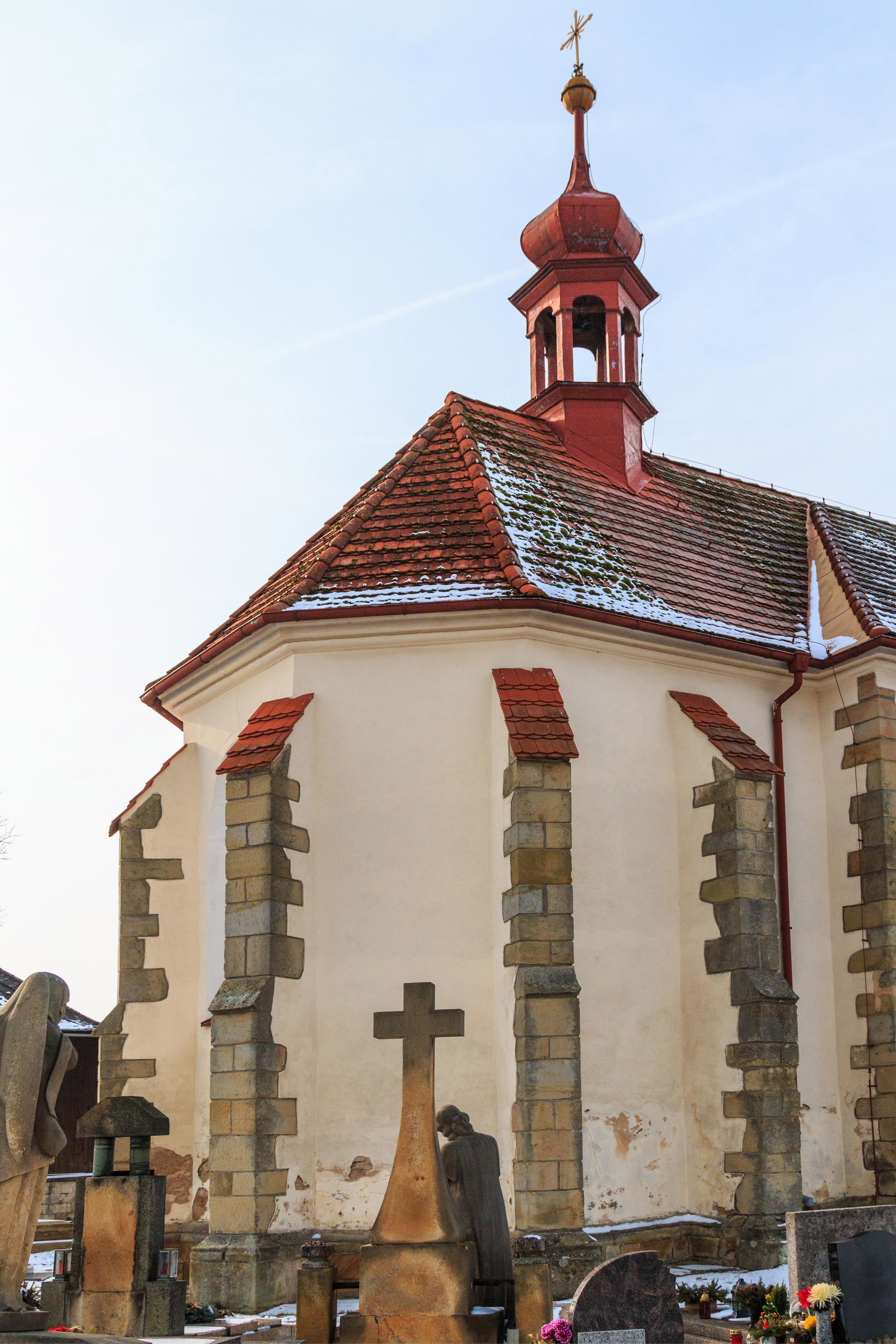
Presbytář
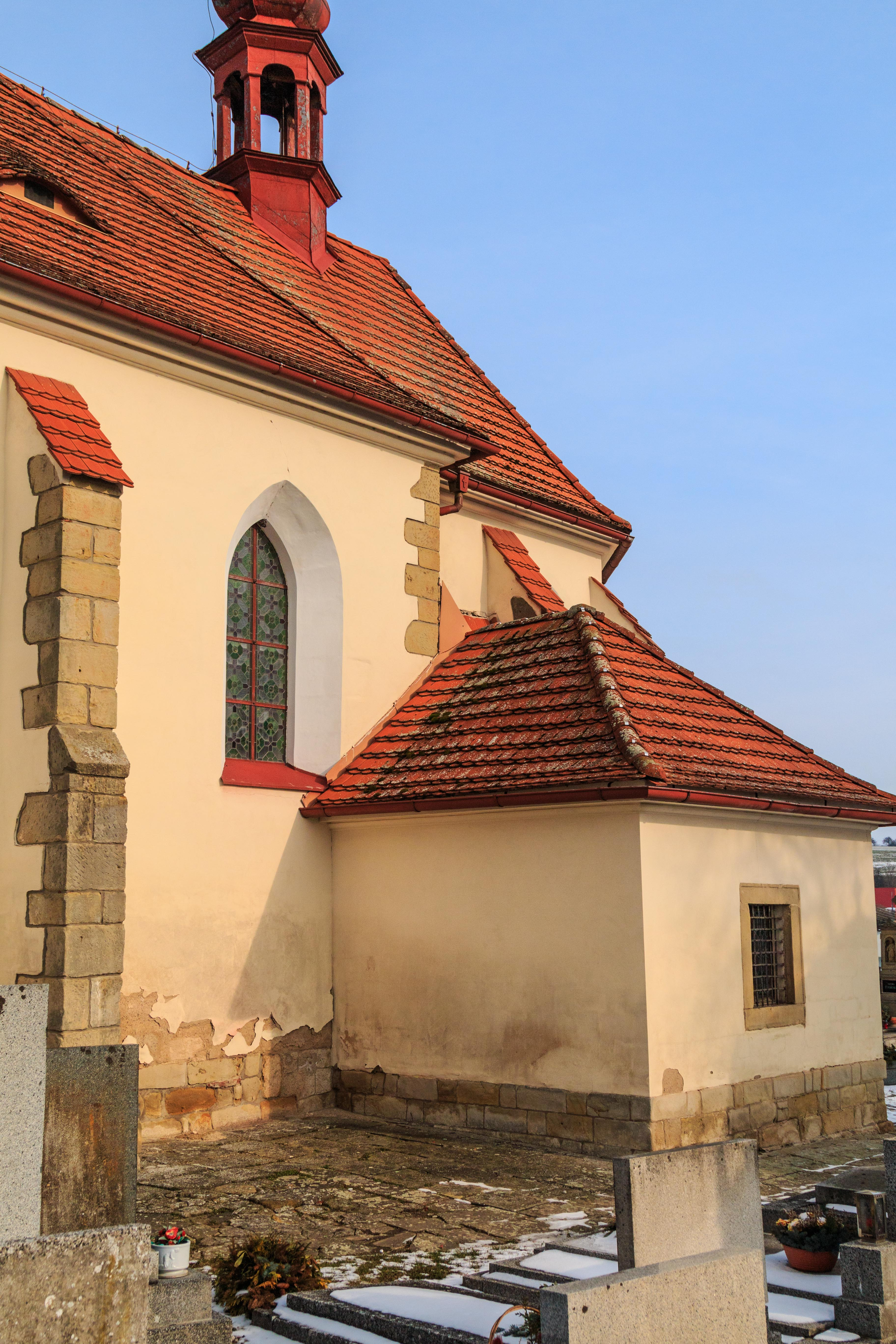
Sakristie
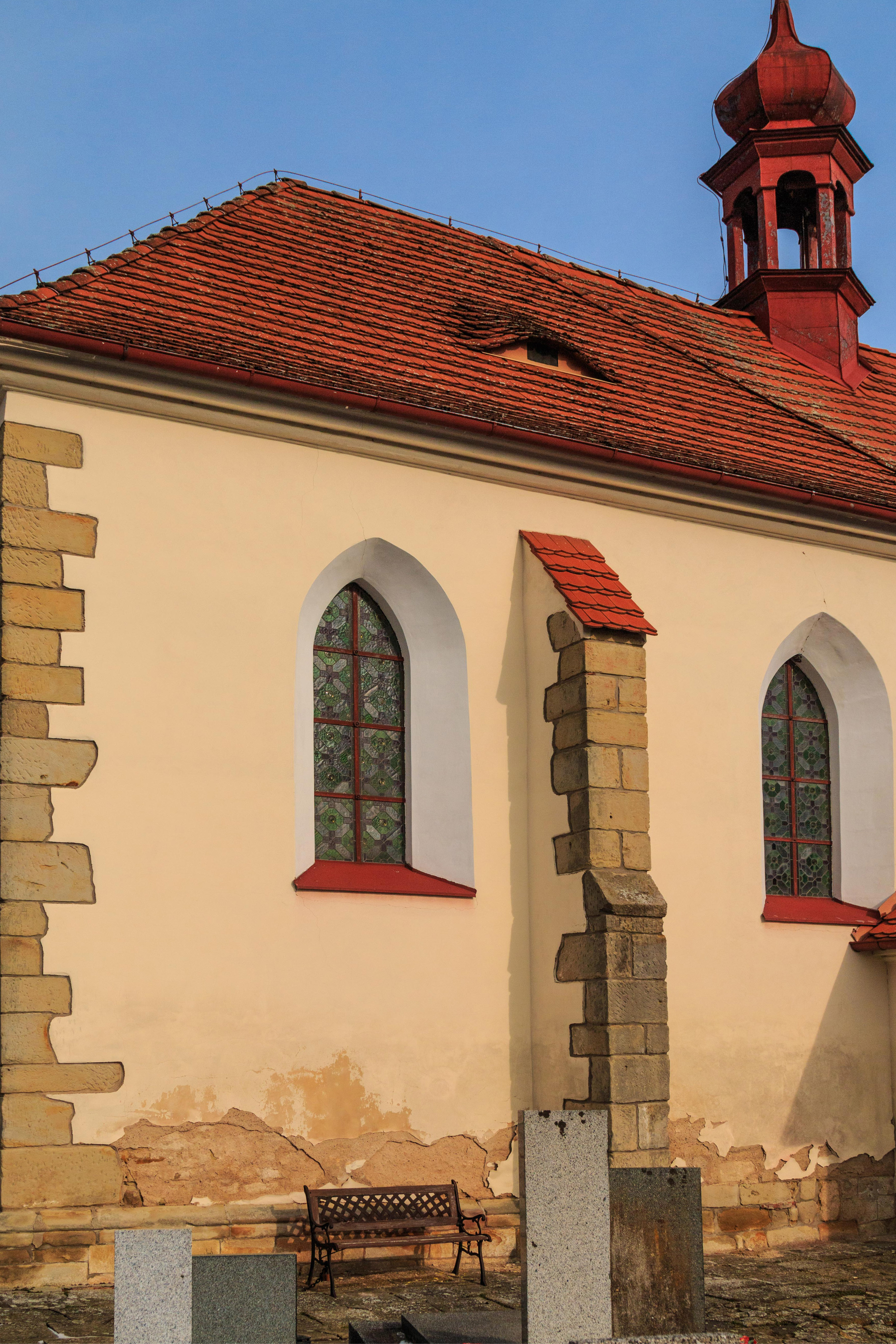
Kostel svatého Martina
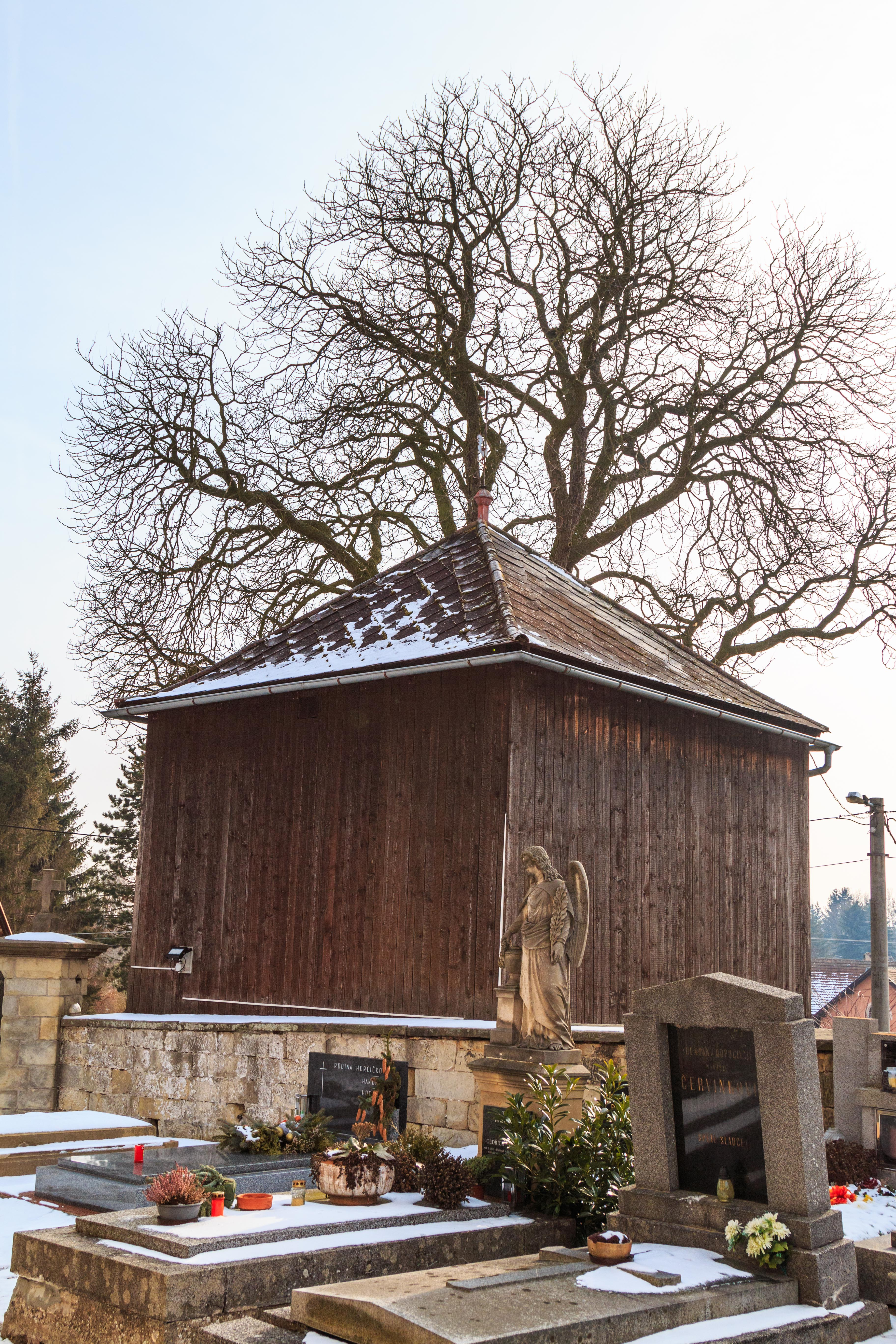
Zvonice